# The Musketeers of Pig Alley
The Musketeers of Pig Alley é um filme mudo norte-americano em curta-metragem, do gênero dramático, creditado como o primeiro filme de gangster na história. Foi dirigido e escrito por D. W. Griffith em 1912.
O filme foi lançado em 31 de outubro de 1912 e relançado em 5 de novembro de 1915 nos Estados Unidos. O filme foi filmado em Fort Lee, Nova Jérsei.

## Elenco
- Elmer Booth
- Lillian Gish
- Clara T. Bracy
- Walter Miller
- Alfred Paget
- John T. Dillon
- Madge Kirby
- Harry Carey
- Robert Harron
- W. C. Robinson
- Adolph Lestina
- Jack Pickford
- Antonio Moreno
- Gertrude Bambrick
- Lionel Barrymore
- Kid Broad
- Walter Long